# Myriophyllum spicatum
Myriophyllum spicatum é uma espécie de planta com flor pertencente à família Haloragaceae. 
A autoridade científica da espécie é L., tendo sido publicada em Species Plantarum 2: 992. 1753.
O seu nome comum é pinheirinha-da-água.

## Portugal
Trata-se de uma espécie presente no território português, nomeadamente em Portugal Continental.
Em termos de naturalidade é introduzida na região atrás indicada.

## Protecção
Não se encontra protegida por legislação portuguesa ou da Comunidade Europeia.